# Qazaqstan Prem'er Ligasy 2014
La Qazaqstan Prem'er Ligasy 2014 è stata la 23ª edizione della massima divisione del calcio kazako. La stagione è iniziata il 15 marzo e terminata il 16 novembre 2014.

## Novità
Nella stagione precedente sono retrocesse l'Aqjaıyq e il Vostok: al loro posto sono state promosse il Qaisar e lo Spartak Semey

## Formula
Le 12 squadre si affrontano in un girone di andata e ritorno, per un totale di 22 giornate. Al termine, le prime sei classificate giocano un play-off per il campionato. Le ultime sei classificate partecipano a un play-out per evitare la retrocessione. I punti conquistati nella prima fase vengono dimezzati.

La squadra campione del Kazakistan ha il diritto a partecipare alla UEFA Champions League 2015-2016 partendo dal secondo turno di qualificazione.

Le squadre classificate al secondo e terzo posto sono ammesse alla UEFA Europa League 2015-2016 partendo dal primo turno di qualificazione.

La vincitrice della Coppa nazionale è ammessa alla UEFA Europa League 2015-2016 partendo dal primo turno di qualificazione.

La penultima classificata gioca lo spareggio con la seconda classificata della Birinşi Lïga.

L'ultima classificata retrocede direttamente in Birinşi Lïga.

## Squadre partecipanti
| Club              | Stagione | Città       | Stadio                       | Posizione 2013           |
| ----------------- | -------- | ----------- | ---------------------------- | ------------------------ |
| Aqtöbe            |          | Aqtöbe      | Central'nyj                  | Campione                 |
| Astana            | dettagli | Astana      | Astana Arena                 | 2º posto                 |
| Atyrau            |          | Atyrau      | Munajši                      | 8º posto                 |
| Ertis             |          | Pavlodar    | Central'nyj                  | 6º posto                 |
| Jetisý            |          | Taldyqorǧan | Jetysw                       | 9º posto                 |
| Qairat            |          | Almaty      | Stadio Centrale              | 3º posto                 |
| Qaisar            |          | Kyzylorda   | Gany Muratbayev Stadium      | 1º posto in Birinşi Lïga |
| Ordabasy          |          | Šymkent     | Stadio Qajımuqan Muñaýtpasov | 5º posto                 |
| Shahter Qaraǵandy |          | Qaraǧandy   | Şaxter                       | 4º posto                 |
| Spartak Semeı     |          | Semey       | Spartak Stadium              | 2º posto in Birinşi Lïga |
| Taraz             |          | Taraz       | Central'nyj                  | 10º posto                |
| Tobyl             |          | Qostanaj    | Central'nyj                  | 7º posto                 |

## Prima fase

### Classifica
|  | Pos. | Squadra           | Pt | G  | V  | N | P  | GF | GS | DR  |
|  | ---- | ----------------- | -- | -- | -- | - | -- | -- | -- | --- |
|  | 1.   | Aqtöbe            | 43 | 22 | 12 | 7 | 3  | 34 | 17 | +17 |
|  | 2.   | Qairat            | 42 | 22 | 13 | 3 | 6  | 41 | 20 | +21 |
|  | 3.   | Astana            | 39 | 22 | 10 | 9 | 3  | 34 | 17 | +17 |
|  | 4.   | Shahter Qaraǵandy | 36 | 22 | 11 | 3 | 8  | 33 | 27 | +6  |
|  | 5.   | Ordabasy          | 35 | 22 | 10 | 5 | 7  | 24 | 22 | +2  |
|  | 6.   | Qaisar            | 32 | 22 | 8  | 8 | 6  | 23 | 23 | 0   |
|  | 7.   | Jetisý            | 27 | 22 | 7  | 6 | 9  | 15 | 18 | -3  |
|  | 8.   | Tobyl             | 26 | 22 | 6  | 8 | 8  | 22 | 29 | -7  |
|  | 9.   | Ertis             | 24 | 22 | 6  | 6 | 10 | 28 | 35 | -7  |
|  | 10.  | Atyrau            | 24 | 22 | 6  | 6 | 10 | 19 | 27 | -8  |
|  | 11.  | Taraz             | 19 | 22 | 5  | 4 | 13 | 21 | 34 | -13 |
|  | 12.  | Spartak Semeı     | 14 | 22 | 3  | 5 | 14 | 16 | 41 | -25 |

Legenda:

      Ammesse alla poule scudetto

      Ammesse alla poule retrocessione

Note:

Tre punti a vittoria, uno a pareggio, zero a sconfitta.

### Risultati
|                    | Akt  | Aty   | Ast   | Ert  | Kai  | Qay  | Ord  | ShK  | Spa  | Tar  | Tob  | Zhe  |
| ------------------ | ---- | ----- | ----- | ---- | ---- | ---- | ---- | ---- | ---- | ---- | ---- | ---- |
| Aktobe             | –––– | 0-0   | 1-1   | 3-0  | 3-0  | 1-0  | 1-1  | 4-0  | 3-0  | 2-0  | 3-1  | 1-0  |
| Atyrau             | 0-0  | ––––- | 1-0   | 0-1  | 1-3  | 0-3  | 1-1  | 3-2  | 2-1  | 3-0  | 0-0  | 1-2  |
| Astana             | 1-2  | 3-0   | ––––- | 5-3  | 1-0  | 2-2  | 1-1  | 4-0  | 5-0  | 1-0  | 1-0  | 0-0  |
| Ertis              | 1-1  | 0-1   | 3-4   | –––– | 1-1  | 0-1  | 2-0  | 1-0  | 5-0  | 2-0  | 0-3  | 1-0  |
| Kaisar             | 2-2  | 2-1   | 1-0   | 4-2  | –––– | 0-1  | 1-0  | 1-0  | 1-1  | 0-0  | 0-0  | 0-0  |
| Qayrat             | 7-1  | 0-1   | 0-0   | 2-1  | 1-0  | –––– | 0-1  | 2-0  | 4-1  | 3-1  | 3-1  | 2-1  |
| Ordabası           | 1-0  | 1-0   | 0-1   | 2-1  | 2-1  | 1-0  | –––– | 2-1  | 2-1  | 1-1  | 3-0  | 1-1  |
| Shakhter Karagandy | 1-1  | 2-0   | 0-0   | 2-2  | 4-1  | 1-0  | 3-1  | –––– | 1-0  | 1-0  | 4-1  | 3-0  |
| Spartak Semey      | 0-1  | 2-1   | 1-1   | 0-0  | 1-1  | 2-5  | 2-0  | 0-1  | –––– | 0-1  | 2-1  | 1-1  |
| Taraz              | 0-2  | 3-3   | 1-2   | 5-1  | 0-1  | 2-3  | 2-1  | 1-5  | 2-0  | –––– | 1-1  | 1-0  |
| Tobol              | 0-2  | 0-0   | 1-1   | 1-1  | 1-1  | 2-2  | 2-1  | 2-0  | 2-1  | 1-0  | –––– | 0-2  |
| Zhetysu            | 1-0  | 1-0   | 0-0   | 0-0  | 1-2  | 1-0  | 0-1  | 1-2  | 1-0  | 1-0  | 1-2  | –––– |

## Poule scudetto

### Classifica
|                       | Pos. | Squadra           | Pt | G  | V  | N  | P  | GF | GS | DR  |
| --------------------- | ---- | ----------------- | -- | -- | -- | -- | -- | -- | -- | --- |
| Kazakistan (bandiera) | 1.   | Astana            | 45 | 32 | 18 | 10 | 4  | 73 | 26 | +37 |
|                       | 2.   | Aqtöbe            | 40 | 32 | 17 | 10 | 5  | 52 | 30 | +22 |
|                       | 3.   | Qairat            | 38 | 32 | 18 | 5  | 9  | 58 | 31 | +27 |
|                       | 4.   | Ordabasy          | 27 | 32 | 13 | 5  | 14 | 33 | 44 | -11 |
|                       | 5.   | Qaisar            | 27 | 32 | 10 | 13 | 9  | 30 | 34 | -5  |
|                       | 6.   | Shahter Qaraǵandy | 21 | 32 | 11 | 6  | 15 | 41 | 50 | -9  |

Legenda:

      Campione del Kazakhistan e ammessa alla UEFA Champions League 2015-2016

      Ammesse alla UEFA Europa League 2015-2016

Note:

Tre punti a vittoria, uno a pareggio, zero a sconfitta.

### Risultati
|                    | Akt  | Ast  | Qay  | Kai  | Ord  | ShK  |
| ------------------ | ---- | ---- | ---- | ---- | ---- | ---- |
| Aktobe             | –––– | 3-0  | 1-0  | 0-0  | 4-1  | 3-1  |
| Astana             | 6-1  | –––– | 5-1  | 3-0  | 5-0  | 2-0  |
| Qayrat             | 2-0  | 2-3  | –––– | 1-1  | 2-0  | 6-1  |
| Kaisar             | 2-2  | 1-1  | 0-2  | –––– | 0-1  | 2-1  |
| Ordabası           | 0-3  | 1-2  | 0-1  | 0-1  | –––– | 3-2  |
| Shakhter Karagandy | 1-1  | 0-2  | 0-0  | 0-0  | 2-3  | –––– |

## Poule retrocessione

### Classifica
|  | Pos. | Squadra       | Pt | G  | V  | N  | P  | GF | GS | DR  |
|  | ---- | ------------- | -- | -- | -- | -- | -- | -- | -- | --- |
|  | 1.   | Tobyl         | 26 | 32 | 10 | 12 | 10 | 35 | 35 | 0   |
|  | 2.   | Ertis         | 25 | 32 | 9  | 10 | 13 | 39 | 44 | -5  |
|  | 3.   | Jetisý        | 25 | 32 | 10 | 8  | 14 | 21 | 31 | -10 |
|  | 4.   | Atyrau        | 25 | 32 | 10 | 7  | 15 | 30 | 43 | -13 |
|  | 5.   | Taraz         | 25 | 32 | 9  | 7  | 16 | 32 | 45 | -13 |
|  | 6.   | Spartak Semeı | 21 | 32 | 7  | 7  | 18 | 30 | 52 | -22 |

Legenda:

      Ammessa allo spareggio promozione-retrocessione

      Retrocesse in Birinşi Lïga 2015-2016
Note:

Tre punti a vittoria, uno a pareggio, zero a sconfitta.

### Risultati
|               | Aty  | Ert  | Spa  | Tar  | Tob  | Zhe  |
| ------------- | ---- | ---- | ---- | ---- | ---- | ---- |
| Atyrau        | –––– | 2-1  | 1-1  | 3-2  | 0-3  | 2-0  |
| Ertis         | 2-0  | –––– | 3-2  | 0-0  | 1-1  | 1-1  |
| Spartak Semey | 3-1  | 2-0  | –––– | 0-0  | 2-1  | 3-1  |
| Taraz         | 2-1  | 0-3  | 1-0  | –––– | 1-1  | 2-0  |
| Tobol         | 1-2  | 0-0  | 1-0  | 3-0  | –––– | 2-0  |
| Zhetysu       | 1-0  | 1-0  | 2-1  | 0-3  | 0-0  | –––– |

## Spareggio promozione-retrocessione
|       |                 |       | Città e data            |
| ----- | --------------- | ----- | ----------------------- |
| Taraz | 1 - 1 (4-3 dcr) | Qyran | Taraz, 16 novembre 2014 |

Il Taraz mantiene il posto in Prem'er Ligasy.

## Verdetti
- Campione del Kazakhistan:  Astana
- In UEFA Champions League 2015-2016:  Astana
- In UEFA Europa League 2015-2016:  Qairat,  Aqtöbe e  Qaisar
- Retrocesse in Birinşi Lïga:  Spartak Semeı

## Statistiche

### Individuali

#### Classifica marcatori
| Gol |  |  | Giocatore           | Squadra           |
| --- |  |  | ------------------- | ----------------- |
| 15  |  |  | Foxi Kéthévoama     | Astana            |
| 13  |  |  | Miloš Trifunović    | Atyrau            |
| 12  |  |  | Gerard Gohou        | Qairat            |
| 11  |  |  | Kostjantyn Dudčenko | Ertis             |
| 11  |  |  | Patrick Twumasi     | Astana            |
| 10  |  |  | Mihret Topčagić     | Shahter Qaraǵandy |
| 9   |  |  | Marat Xaýrwllïn     | Aqtöbe            |
| 8   |  |  | Rimo Hunt           | Qaisar            |
| 8   |  |  | Aslan Darabayev     | Qairat            |
| 8   |  |  | Oleksij Antonov     | Aqtöbe            |
| 8   |  |  | Marcos Pizzelli     | Aqtöbe            |